# Корнинг (Айова)
Ко́рнинг (англ. Corning) — город в штате Айова, США. Окружной центр округа Адамс. Население — 1635 человек (2010 год).

## Географическое положение
Корнинг находится на юго-западе штата Айова в тауншипе Куинси округ Адамс. Полная площадь города — 4,09 км².

## Население
По данным переписи 2010 года население Корнинга составляло 1635 человека (из них 46,9 % мужчин и 53,1 % женщин), 725 домашних хозяйств и 427 семей. На территории города было расположено 849 построек со средней плотностью 207,6 построек на один квадратный километр суши. Расовый состав: белые — 98,2 %, афроамериканцы — 0,1 %, коренные американцы — 0,2 %, азиаты — 0,9 и представители двух и более рас — 0,6 %.
Население города по возрастному диапазону по данным переписи 2010 года распределилось следующим образом: 21,2 % — жители младше 18 лет, 3,6 % — между 18 и 21 годами, 51,1 % — от 21 до 65 лет и 24,1 % — в возрасте 65 лет и старше. Средний возраст населения — 45,3 лет. На каждые 100 женщин в Корнинге приходилось 88,4 мужчин, при этом на 100 совершеннолетних женщин приходилось уже 85,5 мужчин сопоставимого возраста.
Из 725 домашних хозяйств 58,9 % представляли собой семьи: 47,0 % совместно проживающих супружеских пар (15,7 % с детьми младше 18 лет); 7,7 % — женщины, проживающие без мужей и 4,1 % — мужчины, проживающие без жён. 41,1 % не имели семьи. В среднем домашнее хозяйство ведут 2,17 человека, а средний размер семьи — 2,80 человека. В одиночестве проживали 36,0 % населения, 19,3 % составляли одинокие пожилые люди (старше 65 лет).
Динамика численности населения:
|  |

## Экономика
В 2014 году из 1313 человека старше 16 лет имели работу 769. При этом мужчины имели медианный доход в 40 125 долларов США в год против 31 393 долларов среднегодового дохода у женщин. В 2014 году медианный доход на семью оценивался в 57 308 $, на домашнее хозяйство — в 41 849 $. Доход на душу населения — 24 933 $ в год.